# Honorato Piazera
Honorato Piazera SCI (* 16. November 1911 in Jaraguá do Sul, Santa Catarina, Brasilien; † 23. Oktober 1990) war ein brasilianischer Ordensgeistlicher und römisch-katholischer Bischof von Lages.

## Leben
Honorato Piazera trat der Ordensgemeinschaft der Dehonianer bei und empfing am 30. November 1936 das Sakrament der Priesterweihe.
Am 11. Juli 1959 ernannte ihn Papst Johannes XXIII. zum Titularbischof von Termessus und zum Weihbischof in Rio de Janeiro. Der Erzbischof von São Sebastião do Rio de Janeiro, Jaime Kardinal de Barros Câmara, spendete ihm am 11. Oktober desselben Jahres die Bischofsweihe; Mitkonsekratoren waren der Bischof von Joinville, Gregório Warmeling, und der Weihbischof in Rio de Janeiro, Wilson Laus Schmidt.
Am 14. Dezember 1961 bestellte ihn Johannes XXIII. zum Bischof von Nova Iguaçu. Papst Paul VI. ernannte ihn am 12. Februar 1966 zum Titularbischof von Castellum Iabar und zum Koadjutorbischof von Lages. Am 17. November 1973 wurde Honorato Piazera in Nachfolge des verstorbenen Daniel Henrique Hostin OFM Bischof von Lages.
Papst Johannes Paul II. nahm am 18. Februar 1987 das von Piazera aus Altersgründen vorgebrachte Rücktrittsgesuch an.
Honorato Piazera nahm an allen vier Sitzungsperioden des Zweiten Vatikanischen Konzils teil.